# Skewb

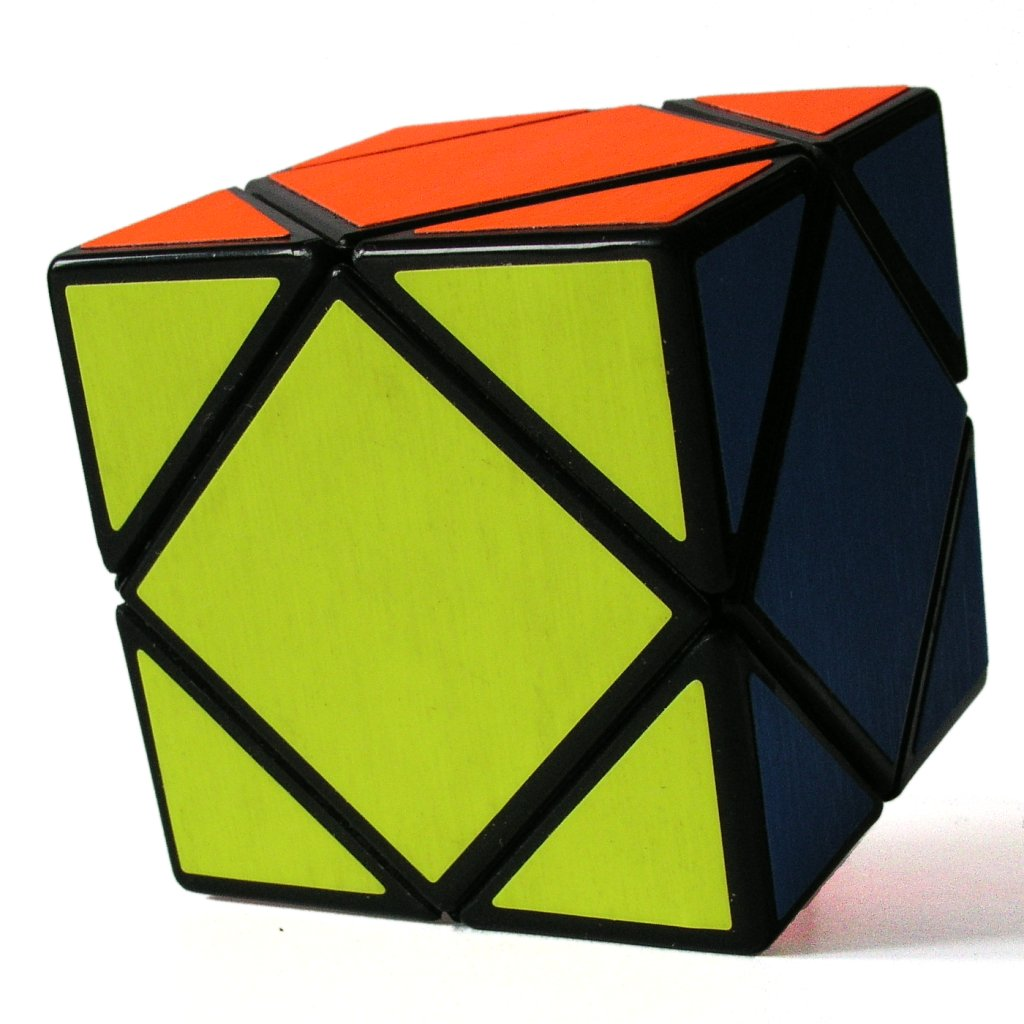
Cubo Skewb resuelto.

Los cuatro planos de giro de la Skewb bisecan como se muestra en esta figura.

El Skewb es un rompecabezas mecánico tridimensional del tipo del cubo de Rubik, compuesto por piezas que pueden rotar y cambiar de posición. Su nombre proviene de las palabras inglesas skew (oblicuo, torcido) y cube (cubo); fue inventado por el periodista inglés Tony Durham y comercializado por Uwe Meffert, en un principio con el nombre de «Pyraminx Cube». Douglas Hofstadter acuñó la palabra «Skewb» en un artículo de la Scientific American en julio de 1982.

## Descripción
Mientras que el Cubo de Rubik está cortado por seis planos paralelos a las caras, el skewb está cortado por solo cuatro planos perpendiculares a las diagonales principales. Cada uno de estos planos divide al cubo en dos partes iguales. Una rotación o movimiento consiste en rotar 120 grados cualquiera de estos semicubos.
El skewb está formado por dos clases de piezas: ocho esquinas, con tres colores cada una; y seis centros monocromos de forma cuadrada. Cada movimiento desplaza cuatro esquinas y tres centros.
El skewb está relacionado con el rompecabezas Pyraminx que también posee cuatro ejes de rotación. Las seis piezas de los centros de las aristas se corresponden con las seis piezas centrales del skewb, y las cuatro piezas de las esquinas del pyraminx se corresponden con cuatro de las esquinas del skewb.

## Récords mundiales

### Velocidad
El récord mundial de velocidad con el Skewb lo tiene el estadounidense Carter Kucala, con un tiempo de 0,75 segundos realizado la competición el Going Fast In Grandview 2024

### Promedio
El récord mundial en promedio también lo ostenta Carter Kucala, quien obtuvo un promedio de 1.53 segundos tras realizar los siguientes tiempos: 1.89, (1.14), 1.55, 1.14 y (4.15) segundos, siendo eliminados el mejor y peor tiempo para calcular el promedio.

## Soluciones óptimas
| n     | p         |
| ----- | --------- |
| 0     | 1         |
| 1     | 8         |
| 2     | 48        |
| 3     | 288       |
| 4     | 1 728     |
| 5     | 10 248    |
| 6     | 59 304    |
| 7     | 315 198   |
| 8     | 1 225 483 |
| 9     | 1 455 856 |
| 10    | 81 028    |
| 11    | 90        |
| Total | 3 149 280 |

El máximo número de giros necesarios para resolver el Skewb es de 11. Existen 3 149 280 diferentes posiciones del rompecabezas, un número lo suficientemente pequeño como para que una computadora encuentre la solución óptima. En la tabla se resume el resultado de dicha búsqueda, siendo p el número de posiciones que requieren n giros para resolver el rompecabezas.
Otras versiones le sucedieron, el «Master Skewb» del diseñador Katsuhiko Okamoto, presentado en 2003 y el «Elite Skewb» del diseñador Andrew Cormier, presentado en 2009.